# Автошлях E662
Європейський маршрут E662 є дорогою класу B, частиною міжнародної мережі доріг E в Сербії та Хорватії. Вона з'єднує E75 у Суботиці та автошлях E73 у Осієку.

## Маршрут
Сербія
- 11: Суботицька південна розв'язка (A1) – Суботиця
- 12: Суботиця – Мала Босна – Мишичево – Баймок – Алекса-Шантич – Светозар Милетич – Сомбор
- 15: Сомбор – Бездан
- 16: Бездан – Прикордонний перехід Бездан – Міст 51 дивізії через річку Дунай

 Хорватія
- D212: Прикордонний перехід Батина – Батина – Змаєваць – Кнежеві Виногради – Каранаць
- D7: Козарак – Швайцарниця – Bridge over the river Драва – Осієк (D2 на розв'язці Frigis)